# Тыретское муниципальное образование
Тыретское муниципальное образование — муниципальное образование со статусом городского поселения в Заларинском районе Иркутской области России.
Административный центр — посёлок Тыреть 1-я.

## Население
| 2010 | 2011  | 2012  | 2013  | 2014  | 2015  | 2016  | 2017  |
| ---- | ----- | ----- | ----- | ----- | ----- | ----- | ----- |
| 3947 | ↘3935 | ↗3964 | ↘3963 | ↘3955 | ↘3938 | ↗3942 | ↗4015 |

По результатам Всероссийской переписи населения 2010 года численность населения муниципального образования составила 3947 человек, в том числе 1754 мужчины и 2193 женщины.

## Населённые пункты
В состав муниципального образования входят населённые пункты
- Тыреть 1-я
- Делюр
- Мамуркова[8]